# Sancho de Moncada
Sancho de Moncada was een Spaans econoom, afkomstig uit Toledo. Over zijn leven is weinig bekend.
In het 17e-eeuwse Spanje had iedere Spanjaard in principe de plicht de koning te waarschuwen tegen dreigende rampen. Onder het koningschap van Filips III had Spanje te kampen met een economische crisis. In 1619 bracht Sancho de Moncada zijn advies aan de koning uit in zijn "Discursos" (Uitspraken). Hij nam waar dat Spanje zich te veel concentreerde op landbouwproducten, en op schapenteelt (bedoeld voor export) in het bijzonder, terwijl Spanje aan de andere kant voedsel en bewerkte producten moest invoeren. Ondertussen waren de landbouwtechnieken veel te ouderwets. Zijn oplossing was om de Spaanse economie te beschermen tegen de buitenlandse markten door middel van importbeperkingen en quotering, om los van buitenlandse prijsschommelingen tot een industrialisatie te komen. Om succesvol te industrialiseren moest Spanje een kenniscentrum worden, door vooral veel te investeren in hoger (vooral technisch) onderwijs. Sancho de Moncada ontdekte daarnaast ook het verschijnsel inflatie. Hij zag dat al het goud dat uit de koloniën naar Spanje gebracht werd, helemaal geen gunstig effect had op de Spaanse economie. Het zorgde ervoor dat het goud in Spanje goedkoop werd, en de prijzen voor buitenlanders dus alleen maar hoger.
Het fascinerende aan Sancho de Moncada is dat hij feitelijk de uitvinder was van de handelsbalans, de inflatie, het protectionisme en het industrialisme, ver voor de Industriële revolutie. Zijn ideeën waren hun tijd ruim twee eeuwen vooruit. Maar zo als het meestal gaat met genieën, in zijn eigen tijd was niemand echt geïnteresseerd in zijn adviezen.
- Biblioteca Nacional de España: XX1035800
- Gemeinsame Normdatei: 115506942
- International Standard Name Identifier: 0000 0000 8235 1664
- Library of Congress Control Number: no90022699
- Système universitaire de documentation: 076504433
- Virtual International Authority File: 53710990
- WorldCat: E39PBJB8x4QtXKqftBRwQQckjC